# Popeye (dessin animé)

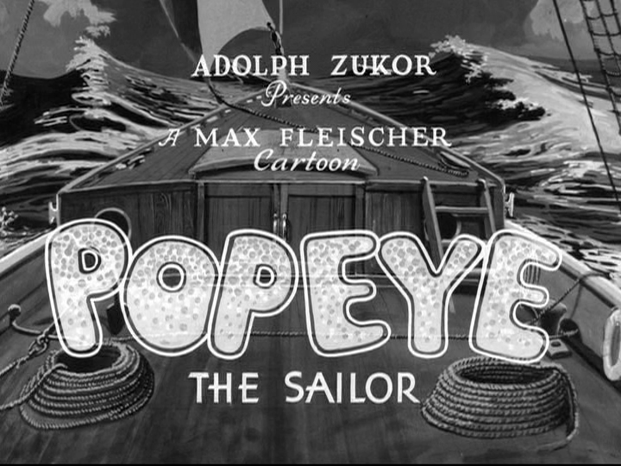
Générique d'ouverture de la série américaine Popeye dans les années 1930.

Cet article recense la liste complète des 230 courts métrages de la série américaine Popeye.

## 1933
| # | Titre                              | Titre original      | Date  | Réalisé par                        | Notes |
| - | ---------------------------------- | ------------------- | ----- | ---------------------------------- | ----- |
| 1 | Popeye le marin                    | Popeye the sailor   | 14/07 | Seymour Kneitel et Roland Crandall |       |
| 2 | Je suis qui je suis                | I Yam What I Am     | 29/09 | Seymour Kneitel et William Henning |       |
| 3 | Souffler n'est pas prier           | Blow Me Down        | 27/10 | Willard Bowsky et William Sturm    |       |
| 4 | Moi je mange toujours mes épinards | I Eats My Spinach   | 17/11 | Seymour Kneitel et Roland Crandall |       |
| 5 |                                    | Seasin's Greetinks! | 17/11 | Seymour Kneitel et Roland Crandall |       |
| 6 | Effectivement ça trompe            | Wild Elephinks      | 29/12 | Willard Bowsky et William Sturm    |       |

## 1934
| #  | Titre                                | Titre original                | Date  | Réalisé par                        | Notes |
| -- | ------------------------------------ | ----------------------------- | ----- | ---------------------------------- | ----- |
| 7  |                                      | Sock-a-Bye, Baby              | 19/01 | Seymour Kneitel et Roland Crandall |       |
| 8  | Laissez les se battre                | Let's You and Him Fight       | 16/02 | Willard Bowsky et William Sturm    |       |
| 9  | L'Homme sur le trapèze volant        | The Man on the Flying Trapeze | 16/03 | Willard Bowsky et David Tendlar    |       |
| 10 | Est-ce que vous pouvez tenir le coup | Can You Take It               | 27/04 | Myron Waldman et Thomas Johnson    |       |
| 11 |                                      | Shoein' Hosses                | 01/06 | Willard Bowsky et David Tendlar    |       |
| 12 | C'est beau la force                  | Strong ot the Finich          | 29/06 | Seymour Kneitel et Roland Crandall |       |
| 13 |                                      | Shiver Me Timbers !           | 27/07 | Willard Bowsky et William Sturm    |       |
| 14 | Jeux de hache                        | Axe Me Another                | 30/08 | Seymour Kneitel et Roland Crandall |       |
| 15 |                                      | A Dream Walking               | 26/09 | Seymour Kneitel et Roland Crandall |       |
| 16 |                                      | The Two-Alarm Fire            | 26/10 | Willard Bowsky et Nicholas Tafuri  |       |
| 17 | Le concours de danse                 | The Dance Contest             | 23/11 | Willard Bowsky et David Tendlar    |       |
| 18 |                                      | We Aim to Please              | 28/12 | Willard Bowsky et David Tendlar    |       |